# Anna-Fay Scharfenberg
Anna-Fay Scharfenberg, född 14 april 2006 i Zella-Mehlis är en tysk backhoppare. Scharfenberg ingick i det tyska lag som tog brons vid Juniorvärldsmästerskapen i nordisk skidsport 2022 i Zakopane i Polen.